# Vide-ordures
Pour les articles homonymes, voir Ordure.

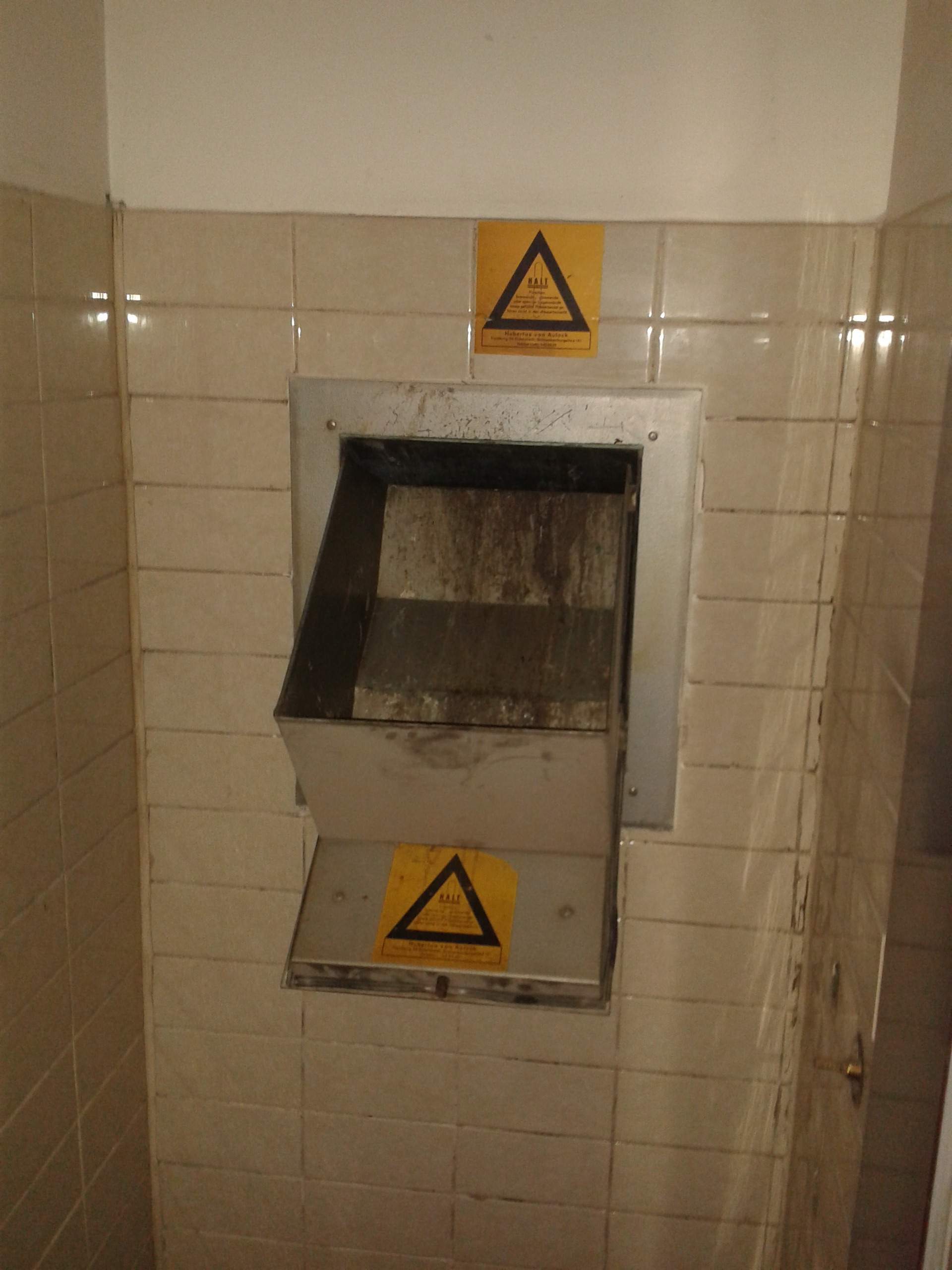
Exemple

Un vide-ordures est un système d'évacuation des ordures ménagères par voie sèche qui permet à chaque étage d'un immeuble d'habitation de faire parvenir les siennes par gravité jusqu'à une benne centrale au rez-de-chaussée ou en  sous-sol sans se déplacer.
En France, la suppression des vide-ordures pour des impératifs d'hygiène peut être votée à la majorité des voix de tous les copropriétaires. Ce système, en vogue dans les années 1950-1970, a donc tendance à disparaître progressivement. 